# فرودگاه دالباندین
فرودگاه دالباندین (به انگلیسی: Dalbandin Airport) یک فرودگاه همگانی با کد یاتا DBA است که یک باند فرود سنگفرش دارد و طول باند آن ۱۵۲۴ متر است. این فرودگاه در شهر دالباندین کشور ایالات متحده آمریکا قرار دارد و در ارتفاع ۸۴۸ متری از سطح دریا واقع شده‌است.

## شرکت‌های هواپیمایی و مقصدهای پروازی
| شرکت‌های هواپیمایی           | مقصدهای پروازی |
| --------------------------- | -------------- |
| هواپیمایی بین‌المللی پاکستان | جناح، تربت     |